# Gabriel Núñez (meksykański piłkarz)
Gabriel Núñez Aguirre (ur. 6 lutego 1942, zm. 11 listopada 2021) – meksykański piłkarz występujący na pozycji obrońcy.

## Kariera klubowa
W swojej karierze Núñez reprezentował barwy zespołów Zacatepec, Club América, Pachuca oraz Jalisco. Wraz z Amériką w sezonie 1966/1967 wywalczył wicemistrzostwo Meksyku, a z Zacatepeciem w sezonie 1970/1971 dotarł do finału Pucharu Meksyku.

## Kariera reprezentacyjna
W reprezentacji Meksyku Núñez grał w latach 1965–1970. W 1966 roku został powołany do kadry na Mistrzostwa Świata. Zagrał na nich w meczach z Francją (1:1), Anglią (0:2) i Urugwajem (0:0), a Meksyk odpadł z turnieju po fazie grupowej.